# كوري روبن
كوري روبن (بالإنجليزية: Corey Robin)‏ هو صحفي وعالم سياسة أمريكي، ولد في 1967.